# Piergiorgio Farina
Piergiorgio Farina nom de scène de Piergiorgio Farinelli (né à Goro le 25 avril 1933  et mort à Bologne le 28 juillet 2008) est un violoniste, compositeur et chanteur de jazz italien. 

## Biographie
Piergiorgio Farinelli est né à Goro dans la province de Ferrare. Il est le cousin de la chanteuse Milva,. Il  commence sa carrière en jouant dans les salles de bal d'Émilie-Romagne et  connaît le succès  dans la seconde moitié des années 1960 grâce à sa participation à la variété musicale RAI Settevoci .  
En 1968, il participe au concours du Festival de Sanremo en couple avec Orietta Berti avec la chanson Tu che non sorridi mai, tandis que dans l'édition 1975 du Festival, il a été choisi pour accompagner au violon toutes les chansons en compétition. Il était également saxophoniste, contrebassiste et pianiste. 
Son fils Bruno est également musicien.
Piergiorgio Farina est mort d'un cancer à Bologne le 28 juillet 2008.

## Discographie
Albums
- 1974: Il violino d'amore di Piergiorgio Farina
- 1975: Violino d'amore
- 1977: Tempo di rock
- 1978: ...a tutto rock!!!
- 1979: Trasloco
- 1986: Gran gala
- 1988: Dolci ricordi
- 1989: Napoli appassionata
- 1990: Tango
- 1991: Classic